# La Jeunesse de Maxime
Pour plus de détails, voir Fiche technique et Distribution.
La Jeunesse de Maxime (titre original russe : Юность Максима, Younost Maksima) est un film soviétique réalisé par Grigori Kozintsev et Leonid Trauberg, sorti en 1935.
Ce film constitue la première partie d'une trilogie sur la vie de Maxime, un jeune ouvrier d'usine.

## Synopsis
En 1910, un groupe clandestin révolutionnaire distribue des tracts anti-tsaristes. Maxime et ses camarades aident Natacha, une enseignante engagée dans des activités illégales, à se cacher dans l'usine afin d'échapper à la police. Un ami de Maxime, Andrei, et un autre travailleur perdent la vie. Leur enterrement se transforme en une gigantesque manifestation réprimée par la police. De nombreuses personnes sont arrêtées, dont Maxime qui devient peu après un militant social-démocrate.

## Fiche technique
- Titre : La Jeunesse de Maxime
- Titre original : Юность Максима (Younost Maksima)
- Réalisation : Grigori Kozintsev et Leonid Trauberg
- Scénario : Grigori Kozintsev et Leonid Trauberg
- Photographie : Andreï Moskvine
- Assistant réalisateur : Nadejda Kocheverova
- Directeur artistique : Evgueni Yeneï (ru)
- Musique : Dmitri Chostakovitch
- Son : Ilia Volk
- Pays d'origine :  Union soviétique
- Production : Lenfilm
- Format : noir et blanc - mono
- Langue : russe
- Genre : drame historique
- Durée : 98 minutes
- Date de sortie : 1935

## Distribution
- Boris Tchirkov : Maxime
- Valentina Kibardina : Natacha
- Mikhail Tarkhanov : Polivanov
- Stepan Kayukov : Dmitri "Dioma" Savchenko
- Aleksandr Kulakov : Andrei
- Boris Blinov : prisonnier politique
- Vladimir Sladkopevtsev
- Leonid Lioubachevski : Iakov Sverdlov (épisode)
- Pavel Volkov : l'ouvrier à l'accordéon (non crédité)

## Autour du film
- Le thème musical est la chanson juive Vu Iz Dos Gesele. Traduite sous le titre Krutitsa vertitsa shar goluboy [il danse et tourne, le globe bleu] elle est interprétée par Boris Tchirkov.
- Au début du film Adieu, les gosses ! de Mikhaïl Kalik (1964), les principaux protagonistes regardent au cinéma La Jeunesse de Maxime.